# 人民调解员
人民调解员是中华人民共和国依据2011年1月1日颁布的《中华人民共和国人民调解法》在人民调解委员会设立的一个职位。

## 背景
中华人民共和国成立以后，人民调解制度逐步发展成为一项社会主义民主和法制制度，是中国自创的一种矛盾解决方式。
1982年，人民调解制度作为群众自治的基本制度载入中华人民共和国宪法。
2010年8月28日，中华人民共和国第十一届全国人民代表大会常务委员会第十六次会议通过中华人民共和国人民调解法。2011年1月1日起开始施行。

## 产生方式
人民调解员的产生方式靠选举，连任条件非常严格。
村民委员会、社区居民委员会的人民调解员由村民会议或者村民代表会议、居民会议或者居民代表会议推选产生。
企业事业单位设立的人民调解员由职工大会、职工代表大会或者工会组织推选产生。

## 职责
根据2018年3月28日召开的中央全面深化改革委员会第一次会议通过的《关于加强人民调解员队伍建设的意见》，人民调解员的职责有以下七点:
- 积极参与矛盾纠纷排查，对排查发现的矛盾纠纷线索，采取有针对性的措施，预防和减少矛盾纠纷的发生。

- 认真开展矛盾纠纷调解，在充分听取当事人陈述和调查了解有关情况的基础上，通过说服、教育、规劝、疏导等方式方法，促进当事人平等协商、自愿达成调解协议，督促当事人及时履行协议约定的义务，人民调解员对当事人主动申请调解的，无正当理由不得推诿不受理。

- 做好法治宣传教育工作，注重通过调解工作宣传法律、法规、规章和政策，教育公民遵纪守法，弘扬社会公德、职业道德和家庭美德；

- 发现违法犯罪以及影响社会稳定和治安秩序的苗头隐患，及时报告辖区公安机关；

- 主动向所在的人民调解委员会报告矛盾纠纷排查调解情况，认真做好纠纷登记、调解统计、案例选报和文书档案管理等工作。

- 自觉接受司法行政部门指导和基层人民法院业务指导，严格遵守人民调解委员会制度规定，积极参加各项政治学习和业务培训；

- 认真完成司法行政部门和人民调解委员会交办的其他工作任务。[2]